# Ultra FM Split
Ultra FM Split, radijska postaja iz Splita. Prije je emitirala pod imenom Radio Riva, pa Totalni FM Split.

## Povijest
Emitira od 18. svibnja 2002. godine na frekvencijama 93,6 FM i 96,8 FM kao gradski radio. Otkad je dobila županijsku koncesiju, emitira i na frekvenciji 99,3 FM. Signalom pokriva Splitsko-dalmatinsku, Šibensko-kninsku, veći dio Dubrovačko-neretvanske županije te dio Zadarske županije kao i srednjodalmatinske otoke (Šolta, Hvar, Brač,...). Osnivači su ciljali promicati sva pozitivna događanja i osobe na području kulture, znanosti, športa, zabave umjesto crne kronike i "žutog" novinarstva i ne biti opterećeni političkim ni marketinškim utjecajima. Koncesionar postaje je tvrtka Morski zvuk.
Od konca 2010. promijenila je program i ime. Na 18. studenoga 2010. ušla je u prvu programsku nacionalnu radijsku mrežu Totalni FM (u vlasništvu medijskog mogula Jure Hrvačića) sa sedmorima radijskim postajama iz inih hrvatskih regija: Radio Giardini, Primorski radio, Radio Aktiv, Radio Velika Gorica, Zagrebački radio, Novi radio Đakovo, Radio Sisak, Radio Riva. U mrežu većinu sadržaja čini zajednički dnevni program koji se emitira iz zagrebačkog studija, zatim vežu ih emisije i nastup na tržištu. Program je zamišljen kao mješavina glazbenih hitova i kratkih nacionalnih i mjesnih informacija. Vlastiti program je od 18-20 sati iz lokalnog studija koji uređuje svaka članica na svoj način, te na svaki sat kad se uključuju lokalni voditelji s lokalnim informacijama. Slušateljstvo je to primijetilo, jer većinu dnevnog programa slušatelji čuju "zagrebački" zvuk i naglasak voditeljâ koji nisu tipični za podneblje. Od tad emitira pod imenom Totalni FM Split, a vlasnik je Capital FM. Prvi glavni urednik bio je I. Bonković. 2018. godine uslijedila je nova promjena i od tad postaja nosi ime Ultra FM Split. Ultra FM Split djeluje od 30. svibnja 2018. godine, iza koje stoji istoimena tvrtka. Emitira na 93,6 MHz i 96,8 MHz. Danas radijska postaja ima online glazbene kanale:
- Ultra Chill
- Ultra Club
- Ultra Resistance

## Vanjske poveznice
- Službene stranice
- Stare službene stranice  Arhivirana inačica izvorne stranice od 15. srpnja 2012. (Wayback Machine)
- Facebook